# 文膽
文膽是種非正式之職稱，專為高階的政治人物（通常是國家領導人）捉刀，撰寫各種書信、文告、講稿、新聞稿等文書的关键性幕僚人員。其文章应有出众的影响力与感召力，常能振奋人心，鼓舞士气，否则难于与其他文书人员相区隔。

## 著名的文膽
| 高士奇、查慎行                                 | 康熙帝的文膽        |
| 沈德潛                                         | 乾隆帝的文膽        |
| 汪兆銘、朱執信、胡漢民、廖仲愷                 | 孫文的文膽          |
| 戴傳賢、陶希聖、陳雷、秦孝儀                   | 蔣中正的文膽        |
| 張祖詒                                         | 蔣經國的文膽        |
| 焦仁和、李靜宜                                 | 李登輝的文膽        |
| 羅文嘉、林錦昌                                 | 陳水扁的文膽        |
| 高朗                                           | 馬英九的文膽        |
| 姚人多                                         | 蔡英文的文膽        |
| 张春桥、姚文元                                 | 毛泽东的文胆        |
| 阮銘                                           | 胡耀邦的文膽        |
| 「皇甫平」創作組                               | 鄧小平的文膽        |
| 吳國光                                         | 趙紫陽的文膽        |
| 滕文生、王滬寧                                 | 江澤民的文胆        |
| 俞可平                                         | 胡锦涛的文胆        |
| 王沪宁、何毅亭                                 | 习近平的文胆        |
| 邁克爾·約翰斯                                  | 老布什的文膽        |
| 劉柏川                                         | 比尔·克林顿的文膽   |
| 邁克爾·格爾森（Michael Gerson）                | 小布什的文膽        |
| 史蒂芬·米勒（Stephen Miller）、梅雷迪思·麥克弗 | 唐纳德·特朗普的文膽 |
| 喬恩·馬塞姆（Jon Meacham）                     | 拜登的文膽          |